# 備州山大八郎
備州山 大八郎（びしゅうやま だいはちろう、1919年11月4日 - 1962年3月19日）は、広島県沼隈郡松永町（※出生当時、現在の同県福山市松永町）出身で荒磯部屋（入門時は伊勢ヶ濱部屋）に所属した大相撲力士。本名は三谷 順一（みたに じゅんいち）。最高位は東関脇（1945年11月場所）。身長167cm、体重128kg。得意手は左四つ、突き、押し。

## 来歴・人物
実家は下駄製造業者で、小学生の頃は相撲の他、柔道や水泳も得意であった。
16歳の時に上京して伊勢ヶ濱部屋へ入門し、1936年1月場所に於いて、初土俵を踏んだ。
番付に付いてからすべて勝ち越して、1941年1月場所で新入幕を果たす。
短躯肥満の体型からの鋭い突き押しが得意で、四つに組んでの吊りも武器であった。新入幕から3場所連続で負け越したが東西制の時代だったので、逆に番付が上がるという現象を見せてしまった。
その実力で双葉山の対抗馬と期待されていた。1942年5月場所、初めての対戦で横綱・羽黒山を破り、金星を獲得。以後羽黒山を何度も破り、対戦成績は備州山からみて2個の不戦勝も含めて7勝6敗と、互角に戦った。なお、羽黒山引退の時の最後の不戦敗は備州山相手のものである。
1945年6月、空襲のさなかに行われた本場所で、備州山の大活躍があった。この場所は5月に神宮外苑で予定されていたものが空襲で延期され、6月に両国国技館でほぼ非公開の状態で、7日間で実施されたものだった。東前頭筆頭の備州山は初日に羽黒山を破って勢いに乗り、そのまま全勝、幕内最高優勝を遂げたのである。備州山の幕内優勝はこの1回だけであるが、1956年に発行された「相撲」誌増刊号「戦後相撲十年史」は、戦後の「プロローグ」（序幕）と題して、天皇賜杯を抱く備州山を巻頭グラビアに飾り、戦後大相撲の隆盛について＜その源は、焼土の中に闘った不屈の斗魂にある＞と、備州山を称えているという。
翌場所では自己最高位となる東関脇に昇進、5勝5敗の五分の星を残したが、次の場所では小結に下げられた。その後は平幕の中堅力士として推移し、三役への返り咲きも一度だけだった。
最初は「びしゅうざん」と名乗っていたが、幕内に肥州山（出羽海部屋）がいて読みがまぎらわしいので、読みを「びしゅうやま」と変えた。
1951年9月場所では途中休場のあと8日目より再出場し横綱千代の山を破った。再出場した力士が初めの対戦で横綱を破るのは2019年1月の御嶽海までなかった。
1955年1月場所では十両に陥落、幕内最高優勝経験者が十両で相撲を取る最初のケースになった。同年3月場所限りで引退し、年寄・桐山を襲名して荒磯部屋や伊勢ヶ濱部屋付きの親方として後進の指導に当たっていたが、42歳で死去した。
引退後の備州山には、苦難が続いていた。経営していたちゃんこ料理店を赤字のために閉店し、自宅アパートが火事で全焼し、自身の死から1年後には一家の大黒柱の死で将来を悲観した未亡人が2人の娘を道連れに一家心中する事態まで起こった。

## 主な成績・記録
- 通算成績：272勝304敗22休 勝率.472
- 幕内成績：219勝265敗12休 勝率.452
- 現役在位：48場所
- 幕内在位：36場所
- 三役在位：3場所（関脇1場所、小結2場所）
- 優勝旗手：1回
- 金星：5個（羽黒山4個・前田山1個）
- 各段優勝
  - 幕内最高優勝：1回 （1945年6月場所）

幕内最高優勝を経験後、十両に陥落した元・三役力士の中では、序二段まで陥落した照ノ富士、三段目まで陥落した朝乃山に次ぐ3番目に低い地位まで番付を落としている。

## 場所別成績
| 1936年 （昭和11年） | （前相撲）         | x                       | （前相撲）            | x                 |
| 1937年 （昭和12年） | 東序ノ口8枚目 5–1  | x                       | 東序二段13枚目 4–3    | x                 |
| 1938年 （昭和13年） | 西三段目23枚目 6–1 | x                       | 東幕下28枚目 4–3      | x                 |
| 1939年 （昭和14年） | 西幕下15枚目 5–2   | x                       | 西幕下2枚目 6–2       | x                 |
| 1940年 （昭和15年） | 西十両8枚目 10–5   | x                       | 東十両3枚目 10–5      | x                 |
| 1941年 （昭和16年） | 西前頭15枚目 6–9   | x                       | 西前頭13枚目 6–9      | x                 |
| 1942年 （昭和17年） | 東前頭9枚目 7–8    | x                       | 西前頭8枚目 9–6 ★     | x                 |
| 1943年 （昭和18年） | 東前頭2枚目 5–10   | x                       | 西前頭10枚目 8–7      | x                 |
| 1944年 （昭和19年） | 東前頭8枚目 6–9 ★  | x                       | 西前頭9枚目 5–5       | 西前頭9枚目 8–2   |
| 1945年 （昭和20年） | x                  | x                       | 東前頭筆頭 7–0 旗手 ★ | 東関脇 5–5        |
| 1946年 （昭和21年） | x                  | x                       | 国技館修理 のため中止 | 東小結 0–7–6      |
| 1947年 （昭和22年） | x                  | x                       | 西前頭7枚目 5–5       | 西前頭3枚目 5–6   |
| 1948年 （昭和23年） | x                  | x                       | 西前頭5枚目 2–5–4     | 西前頭12枚目 8–3  |
| 1949年 （昭和24年） | 東前頭4枚目 6–7 ★  | x                       | 西前頭6枚目 7–8       | 東前頭7枚目 7–8   |
| 1950年 （昭和25年） | 東前頭8枚目 10–5   | x                       | 東前頭5枚目 8–7       | 東前頭2枚目 8–7   |
| 1951年 （昭和26年） | 東前頭筆頭 3–12    | x                       | 東前頭8枚目 11–4 ★    | 西張出小結 6–7–2  |
| 1952年 （昭和27年） | 西前頭筆頭 3–12    | x                       | 東前頭8枚目 6–9       | 西前頭10枚目 9–6  |
| 1953年 （昭和28年） | 西前頭5枚目 4–11   | 東前頭9枚目 10–5        | 東前頭5枚目 2–13      | 東前頭12枚目 4–11 |
| 1954年 （昭和29年） | 西前頭16枚目 10–5  | 東前頭11枚目 7–8        | 東前頭12枚目 3–12     | 西前頭18枚目 3–12 |
| 1955年 （昭和30年） | 西十両5枚目 3–8–4  | 東十両16枚目 引退 0–9–6 | x                     | x                 |
| 各欄の数字は、「勝ち-負け-休場」を示す。 優勝 引退 休場 十両 幕下 三賞：敢=敢闘賞、殊=殊勲賞、技=技能賞 その他：★=金星 番付階級：幕内 - 十両 - 幕下 - 三段目 - 序二段 - 序ノ口 幕内序列：横綱 - 大関 - 関脇 - 小結 - 前頭（「#数字」は各位内の序列） |                    |                         |                       |                   |

### 幕内対戦成績
| 力士名   | 勝数 | 負数 | 力士名   | 勝数 | 負数 | 力士名   | 勝数 | 負数 | 力士名     | 勝数 | 負数 |
| -------- | ---- | ---- | -------- | ---- | ---- | -------- | ---- | ---- | ---------- | ---- | ---- |
| 愛知山   | 5    | 3    | 青葉山   | 2    | 0    | 安藝ノ海 | 0    | 1    | 朝潮(米川) | 0    | 2    |
| 葦葉山   | 1    | 1    | 東富士   | 1(1) | 6    | 綾昇     | 1    | 0    | 綾若       | 1    | 1    |
| 有明     | 1    | 1    | 安念山   | 0    | 1    | 泉洋     | 1    | 0    | 五ツ海     | 2    | 2    |
| 五ッ洋   | 1    | 1    | 大岩山   | 1    | 0    | 大内山   | 2    | 5    | 大江戸     | 0    | 1    |
| 大熊     | 1    | 0    | 大起     | 6    | 1    | 大ノ海   | 3    | 2    | 大昇       | 2    | 2    |
| 大晃     | 0    | 5    | 大蛇潟   | 2    | 1    | 甲斐ノ山 | 1    | 3    | 鏡里       | 3    | 7    |
| 鹿嶋洋   | 0    | 1    | 柏戸     | 2    | 3    | 神風     | 1    | 4    | 神錦       | 1    | 2    |
| 北ノ洋   | 0    | 2    | 九州山   | 0    | 1    | 清恵波   | 3    | 3    | 鬼竜川     | 0    | 3    |
| 九ヶ錦   | 3    | 1    | 九州錦   | 6    | 3    | 国登     | 2    | 3    | 高津山     | 4    | 1    |
| 小坂川   | 1    | 0    | 琴ヶ濱   | 0    | 1    | 琴錦     | 5    | 6    | 小松山     | 1    | 1    |
| 駒ノ里   | 1    | 0    | 佐賀ノ花 | 3(1) | 7    | 相模川   | 2    | 2    | 櫻錦       | 1    | 2    |
| 潮錦     | 2    | 3    | 汐ノ海   | 4    | 0    | 四海波   | 0    | 2    | 信夫山     | 1    | 2    |
| 嶋錦     | 2    | 0    | 清水川   | 0    | 1    | 鯱ノ里   | 4    | 0    | 大邱山     | 1    | 1    |
| 大天龍   | 2    | 0    | 大龍     | 0    | 1    | 楯甲     | 1    | 0    | 玉ノ海     | 1    | 2    |
| 玉ノ海   | 1    | 1    | 千代ノ山 | 1    | 9    | 常ノ山   | 7(1) | 1    | 鶴ヶ嶺     | 2    | 0    |
| 鶴ヶ嶺   | 3    | 0    | 輝昇     | 6    | 9    | 出羽錦   | 5    | 3    | 出羽ノ花   | 2    | 1    |
| 出羽湊   | 1    | 1    | 出羽湊   | 0    | 1    | 十勝岩   | 1    | 2    | 時津山     | 2    | 3    |
| 栃錦     | 3    | 6    | 十三錦   | 0    | 3    | 冨ノ山   | 1    | 0    | 豊嶋       | 0    | 2    |
| 豊登     | 0    | 2    | 七ッ海   | 1    | 2    | 名寄岩   | 11   | 8    | 鳴門海     | 4    | 7    |
| 成山     | 0    | 2    | 羽黒山   | 7(2) | 6    | 羽嶋山   | 3    | 2    | 盤石       | 1    | 0    |
| 緋縅     | 2    | 3    | 肥州山   | 1    | 0    | 常陸海   | 1    | 0    | 福ノ里     | 3    | 0    |
| 藤田山   | 1(1) | 0    | 藤錦     | 1    | 0    | 藤ノ里   | 1    | 2    | 二瀬川     | 0    | 1    |
| 二瀬山   | 2    | 4    | 双ツ龍   | 1    | 3    | 双葉山   | 0    | 4    | 双見山     | 1    | 2(1) |
| 不動岩   | 3    | 3    | 前田山   | 1    | 5    | 増位山   | 3(1) | 3    | 増巳山     | 0    | 1    |
| 松ノ里   | 1    | 1    | 松登     | 0    | 2    | 松浦潟   | 1    | 4    | 三根山     | 3    | 8    |
| 緑國     | 3    | 2    | 緑嶋     | 1    | 2    | 男女ノ川 | 0    | 1    | 宮錦       | 1    | 0    |
| 陸奥ノ里 | 0    | 2    | 八方山   | 5    | 4    | 倭岩     | 2    | 1    | 大和錦     | 0    | 1    |
| 吉井山   | 4    | 1    | 吉田川   | 5    | 1    | 吉葉山   | 0    | 7(1) | 力道山     | 2    | 3    |
| 龍王山   | 2    | 1    | 両國     | 2    | 0    | 若潮     | 2    | 2(1) | 若ノ花     | 1    | 4    |
| 若葉山   | 4    | 7    | 若前田   | 0    | 2    | 若港     | 3    | 2    |            |      |      |

## 改名歴
- 備州山 順市（びしゅうざん じゅんいち）1937年1月場所 - 1941年5月場所
- 備州山 順一（びしゅうざん じゅんいち）1942年1月場所
- 備州山 大八郎（びしゅうざん だいはちろう）1942年5月場所 - 1944年11月場所
- 備州山 大八郎（びしゅうやま だいはちろう）1945年6月場所 - 1945年11月場所
- 備州山 順一（びしゅうやま じゅんいち）1946年11月場所 - 1951年1月場所
- 備州山 大八郎（びしゅうやま だいはちろう）1951年5月場所 - 1952年5月場所
- 備州山 龍昇（びしゅうやま りゅうしょう）1952年9月場所 - 1953年9月場所
- 備州山 順一（びしゅうやま じゅんいち）1954年1月場所 - 1955年3月場所

## 年寄変遷
- 桐山 昇平（きりやま しょうへい）1955年3月 - 1962年3月19日